# Marco Abreu
Marco Abreu   (Lubango, 8 de desembre de 1974) és un exfutbolista angolès de la dècada de 2000.
Fou internacional amb la selecció de futbol d'Angola.
Pel que fa a clubs, destacà a Académico de Viseu FC, C.F. União, C.D. Trofense, Varzim SC, S.C. Covilhã, A.D. Ovarense, S.C. Olhanense, Portimonense S.C. i S.C. Espinho.